# عمران نشيد
عمران نشيد مواليد 14 أغسطس 1988 في المالديف، هو لاعب كرة قدم مالديفي. يلعب كلاعب وسط.

## المسيرة الاحترافية

### أندية لعب لها
- نادي في بي

## روابط خارجية
- عمران نشيد على موقع إي إس بي إن إف سي (الإنجليزية)
- عمران نشيد على موقع قاعدة بيانات كرة القدم.إي يو (الإنجليزية)
- عمران نشيد على موقع ناشيونال فوتبول تيمز (الإنجليزية)
- عمران نشيد على موقع Soccerway.com (الإنجليزية)
- عمران نشيد على موقع عالم كرة القدم.نت (الإنجليزية)